# The Platinum Collection (album, Mike Oldfield)
The Platinum Collection je třinácté výběrové album britského multiinstrumentalisty Mika Oldfielda. Bylo vydáno na jaře 2006 (viz 2006 v hudbě) a v britském žebříčku prodejnosti hudebních alb se vyšplhalo nejvýše na 36. příčku.
Kompilace The Platinum Collection obsahuje výběr z veškeré sólové Oldfieldovy tvorby mezi lety 1973 a 2002. Jedná se o trojalbum, na kterém jsou chronologicky (až na několik výjimek) seřazeny jednotlivé skladby a písně. Na The Platinum Collection se nachází také několik, do té doby na CD nedostupných, singlů a rozšířených verzí písniček.

## Skladby

### Disk 1
1. „Tubular Bells (Opening Theme)“ (Oldfield) – 4:16
2. „Tubular Bells (Excerpt)“ (Oldfield) – 7:59
3. „The Sailor's Hornpipe“ (lidová, úprava Oldfield) – 1:31
4. „Hergest Ridge (Excerpt)“ (Oldfield) – 9:30
5. „Ommadawn (Excerpt)“ (Oldfield) – 3:35
6. „Ommadawn (Excerpt)“ (Oldfield) – 6:59
7. „In Dulci Jubilo“ (Pearsall, úprava Oldfield) – 2:51
8. „Don Alfonso“ (Waite, úprava Oldfield) – 4:20
9. „Portsmouth“ (Oldfield) – 2:02
10. „William Tell Overture“ (Rossini, úprava Oldfield) – 3:55
11. „Cuckoo Song“ (Praetorius) – 3:13
12. „Incantations Part 4 (Excerpt)“ (Oldfield/Jonson) – 4:38
13. „Platinum Part 4“ (Oldfield, Glass) – 4:44
14. „Woodhenge“ (Oldfield) – 4:05

### Disk 2
1. „Moonlight Shadow (Extended Version)“ (Oldfield) – 5:18
2. „Blue Peter“ (Oldfield) – 2:06
3. „Guilty (Long Version)“ (Oldfield) – 6:38
4. „Arrival“ (Ulvaeus, Andersson, úprava Oldfield) – 2:45
5. „Wonderful Land“ (Lordan) – 3:37
6. „Sheba“ (Oldfield) – 3:32
7. „Five Miles Out“ (Oldfield) – 4:18
8. „Family Man“ (Oldfield/Cross/Fenn/Frye/Reillyová/Pert) – 3:45
9. „Mistake“ (Oldfield) – 2:55
10. „Shadow on the Wall (Extended Version)“ (Oldfield) – 5:07
11. „Foreign Affair“ (Oldfield/Oldfield, Reillyová) – 3:53
12. „In High Places“ (Oldfield/Oldfield, Anderson) – 3:33
13. „Crime of Passion“ (Oldfield) – 3:38
14. „Tricks of the Light“ (Oldfield) – 3:33
15. „To France (Extended Version)“ (Oldfield) – 5:32
16. „Étude“ (Tárrega, úprava Oldfield) – 4:39
17. „Evacuation“ (Oldfield) – 5:11

### Disk 3
1. „Sentinel“ (Oldfield) – 3:56
2. „Pictures in the Dark (Extended Version)“ (Oldfield) – 5:54
3. „Shine (Extended Version)“ (Oldfield/Oldfield, Anderson) – 5:08
4. „Islands (12" Mix)“ (Oldfield) – 5:35
5. „Flying Start (12" Version)“ (Oldfield) – 4:50
6. „The Time Has Come (12" Version)“ (Oldfield) – 4:25
7. „Innocent (12" Mix)“ (Oldfield) – 5:35
8. „Earth Moving (Club Version)“ (Oldfield) – 4:01
9. „Amarok (Excerpt)“ (Oldfield) – 6:16
10. „Heaven's Open (12" Version)“ (Oldfield) – 4:28
11. „Hibernaculum“ (Oldfield) – 3:36
12. „Women of Ireland“ (tradicionál, úprava Oldfield) – 6:28
13. „Far Above the Clouds“ (Oldfield) – 4:49
14. „The Millenium Bell“ (Oldfield) – 3:42
15. „To Be Free“ (Oldfield) – 3:56